# Baie James
Pour l’article homonyme, voir Baie-James.
La baie James (ou baie de James) est un grand golfe prolongeant vers le Sud de la baie d'Hudson au Canada. Elle est limitrophe des provinces de Québec et d'Ontario ; les îles dans la baie font partie du territoire de Nunavut.

## Géographie

### Climat
Le climat de la Baie-James subit d'importantes variations de température ; il est de type continental froid. L’hiver débute au mois d’octobre et se termine en avril, avec une température moyenne de −23 °C. L’été commence au mois de juin et se termine au mois de septembre, avec une température moyenne de 17 °C.

## Histoire

### Découverte et exploration

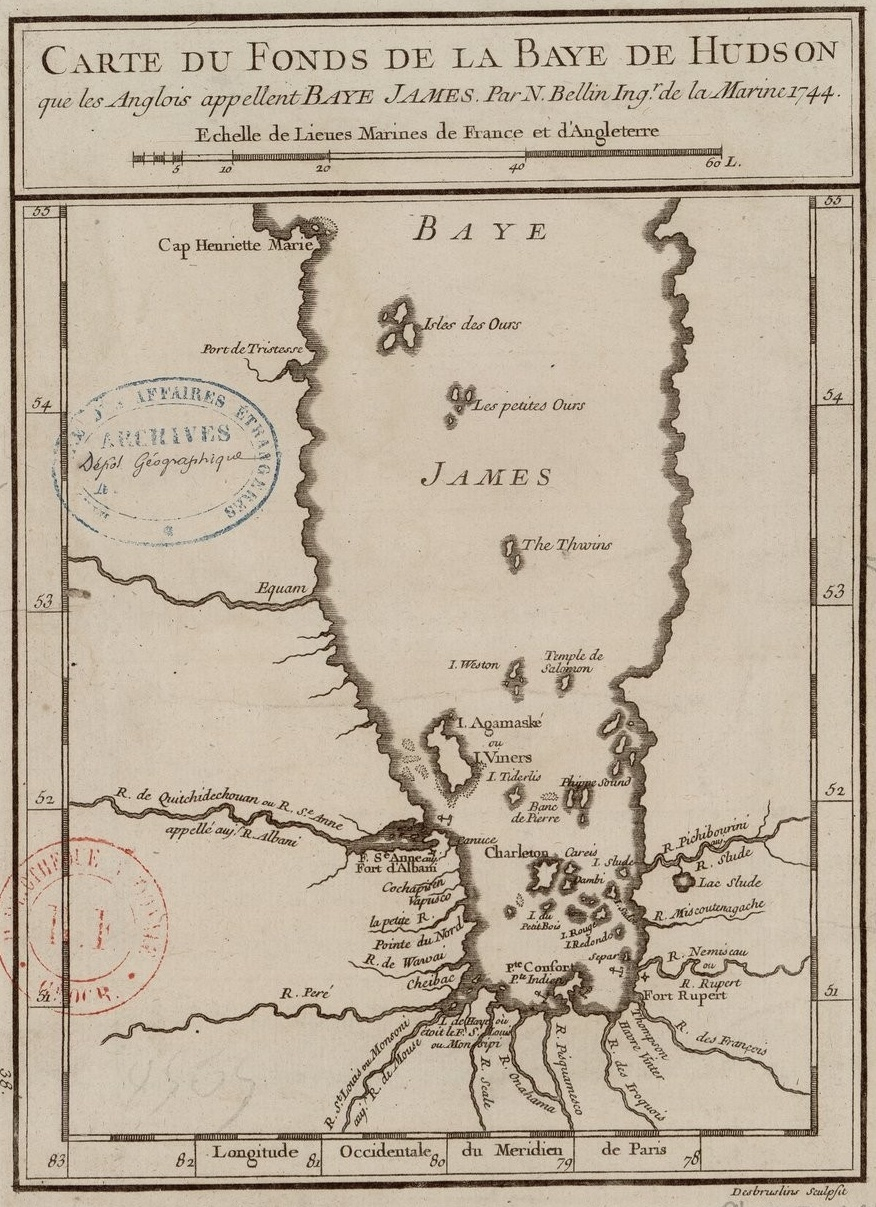
Carte française de la Baie James en 1744.

La baie attira pour la première fois l'attention des Européens en 1610, lorsque Henry Hudson y pénétra durant son exploration de la grande baie qui porte aujourd'hui son nom. La baie James elle-même reçut son nom en l'honneur de Thomas James, un capitaine anglais qui explora plus complètement cette région en 1631.
La baie James est importante dans l'histoire du Canada, faisant partie des secteurs les plus hospitaliers de la région de la baie d'Hudson, acquérant par conséquent une grande importance pour la Compagnie de la Baie d'Hudson et l'expansion britannique au Canada. Le duo d’explorateurs Pierre-Esprit Radisson et Médard Chouart, Sieur des Groseilliers fonda le premier poste de traite des fourrures sur la baie James, Rupert House, et leur succès fut très important. Une activité significative de traite continua dans la région jusque dans les années 1940, mais de manière générale la baie James perdit régulièrement de l’importance quasiment depuis le début de la fondation de la Compagnie. Ce fut néanmoins la porte d’entrée pour les établissements britanniques dans ce qui allait devenir le Manitoba (Winnipeg, par exemple) et aussi loin à l’ouest que les Montagnes Rocheuses.

### Projets de développement
La région de Baie-James du Québec, soit les vastes terres situées du côté est de la baie, est revenue au premier plan en 1971 en raison du lancement par le gouvernement du Québec d'un projet de développement hydroélectrique sur les rivières qui se jettent dans la baie James, en particulier la Grande Rivière et la rivière Eastmain. Le projet de la Baie-James comprend la dérivation des rivières Eastmain et Opinaca vers la Grande Rivière, la création de plusieurs vastes réservoirs et la construction d'une série de centrales hydroélectriques sur la Grande Rivière.
Un autre projet majeur de développement, le Grand Canal (Great Recycling and Northern Development Canal), a déjà été proposé par des ingénieurs canadiens[réf. souhaitée]. Suggéré sous plusieurs formes depuis des décennies, l’idée porte sur la construction d'un barrage séparant la partie australe de la baie James de la baie d’Hudson au nord, transformant de ce fait la baie en un lac d’eau douce grâce aux nombreux cours d’eau qui viennent s’y jeter. Cette eau pourrait alors être pompée, à grands frais, au sud pour l’utilisation humaine. Il est peu probable que ce projet soit construit.